# Мюррей, Малькольм, 12-й граф Данмор
Малкольм Кеннет Мюррей, 12-й граф Данмор (англ. Malcolm Kenneth Murray, 12th Earl of Dunmore; род. 17 сентября 1946 года в городе Лонсестон, Тасмания) — шотландский пэр, который родился на острове Тасмания. Он также носит титулы виконта Финкасла и лорда Мюррея из Блэра, Мулена и Тиллимета.

## Биография
Родился 17 сентября 1946 года в Лонсестоне (Тасмания). Старший сын Кеннета Рэндольфа мюррея, 11-го графа Данмора (1913—1995), и Маргарет Джой Казинс.
28 сентября 1995 года после смерти своего отца Малькольм Кеннет Мюррей унаследовал титулы 11-го графа Данмора, 12-го виконта Финкасла и 12-го лорда Мюррея из Блэра, Мулена и Тиллимета.
Графы Данмор впервые появились в Австралии, когда его дядя, Джон Александр Мюррей, 9-й граф Данмор, переехал в Тасманию в 1942 году . Титул перешел к его отцу после смерти дяди (у которого не было сыновей) в 1982 году.
В 1998 году 12-й граф Данмор посетил свой дом предков в Эйрте, чтобы посадить мемориальное дерево рядом с Данморским ананасом.

## Работа и деятельность
Он произнес одну речь, как свою первую, так и заключительную речь, в Палате лордов 25 ноября 1998 года , менее чем за год до того, как его автоматическое право заседать в Палате лордов было отменено Актом о Палате лордов 1999 года.
Малькольм Кеннет Мюррей учился в Лонсестонском колледже, Тасмания, а затем работал техническим специалистом по электротехнике в Airservices Australia. Он работал техником аэродрома в Девонпорте, Тасмания. В 2013 году Мюррей выступал на воссоединении клана Мюррей в Данидине.
Он является верховным комиссаром клана Мюррей в Австралии. Граф Данмор является покровителем Шотландско-австралийского совета по наследию, Международной танцевальной ассоциации Короны, Совета Дня Австралии (Виктория), The Company of Armigers Australia, Гербового и геральдического общества Австралии, Тасмано-Каледонского совета, Клан Мюррей из Виктории, Клан Мюррей Новой Зеландии, Общество Святого Андрея в Тасмании, Tullibardine Pipe Band NSW, сопокровитель Службы первой помощи Святого Андрея в Австралии, клан Мюррей в Эдинбурге, общество клана Мюррей в Северной Америке, почетный член клана Мюррей в Новом Южном Уэльсе.
Лорд Данмор также является активным масоном, будучи бывшим мастером ложи Согласия № 10TC (1996 г.) и масонской ложи Девонпорта № 90TC (2016 и 2017 гг.) в Тасмании, покровителем и бывшим мастером ложи Амальтея № 914VC в Виктории (2011 и 2012 гг.). 13 мая 2018 года Данмор стал первым досточтимым мастером недавно освященной «Ложи графа Данмора № 1686» в реестре Объединённой Великой Ложи Виктории, Австралия. Данмор был первым пэром королевства, назначенным в качестве досточтимого мастера масонской ложи, основанной от имени пэра. Ложа графа Данмора является единственной масонской ложей, находящейся под юрисдикцией Объединённой Великой Ложи Виктории, которая имеет право проводить свои церемонии и практики в соответствии с древней шотландской традицией.

## Личная жизнь
В 1970 году Малькольм Кеннет Мюррей женился на Джой Энн Партридж (1951—2015), дочери Артура Партриджа. У них двое приемных детей, сын Ли Кеннет Мюррей (род. 1978) и дочь Элиза Энн Мюррей (род. 1981). Графиня Данмор умерла 4 августа 2015 года.
Наиболее вероятным наследником графского титула является младший брат графа Данмора, Достопочтенный Джеффри Чарльз Мюррей (род. 1949).